# Cracticus mentalis
Cracticus mentalis е вид птица от семейство Artamidae.

## Разпространение
Видът е разпространен в Австралия, Индонезия и Папуа Нова Гвинея.